# Улица Ватутина (Новосибирск)
Улица Вату́тина — улица левобережной части Новосибирска, соединяющая магистрали Ленинского и Кировского районов города. Является одной из центральных транспортных магистралей левобережной части Новосибирска.

## Название
Улица названа в честь Н. Ф. Ватутина (1901—1944) — генерала армии, Героя Советского Союза, командовавшего войсками Воронежского фронта в годы Великой Отечественной войны.

## Географическое расположение
Улица Ватутина начинается в районе небольшой Площади Райсовета, затем пересекается с улицей Котовского, а затем к ней примыкают такие улицы как: Пархоменко, переходящая в Пермитина и Выставочную. Затем улица проходит через центр левобережья — пл. Маркса и пересекается с образующими её улицами, такими как: Блюхера, просп. Карла Маркса, Новогодняя, а затем к улице примыкает Вертковская ул. Далее улица пересекается с ул. Немировича-Данченко и более мелкими: Тульской, Бурденко и другими. Заканчивается улица в месте пересечения с ул. Мира.
Протяжённость улицы — около 5 км 200 м.

## Благоустройство и ремонт
- До 1980 года улица Ватутина завершалась перекрёстком с улицей Немировича-Данченко, её протяжённость составляла менее 4 километров. Далее до реки Тула шла застройка частными домами с неблагоустроенным спуском-тупиком. Дальнейшее развитие улицы было связано со строительством Северо-Чемского и Затулинского жилмассивов, которым был необходим короткий транспортный путь к центру левобережной части города и к основному в те годы мосту через реку Обь — к Октябрьскому мосту.
- В период с 1980 по 1985 год был построен участок от перекрёстка с улицей Немировича-Данченко до реки Тула, сдан в эксплуатацию мост через р. Тула, и улица Ватутина соединена с улицей Мира. В дальнейшем, по завершении строительства участка дороги до улицы Петухова был сформирован прямой выезд с улицы Ватутина на Советское шоссе[1] и она стала одной из основных по протяжённости и по напряжённости транспортного потока улиц левобережной части Новоссибирска.
- В период 2008—2009 годов за счёт застройщика торгового центра «IKEA» построен и введён новый путепровод над ул. Ватутина[2].
- Проектом построенного Бугринского моста предусматривается строительство автодорожной магистрали и транспортных развязок на ул. Ватутина[3][4]. На пересечении съезда с Бугринского моста и ул. Ватутина сегодня построена двухуровневая развязка[5], а в перспективе планируется соединить магистралью через ул. Ватутина Толмачёвское кольцо с третьим мостом через Обь[6].
- По одному из планов перспективной Кировской линии Новосибирского метрополитена, Кировская линия метро должна пройти под ул. Ватутина[7].

## Примечательные здания и сооружения

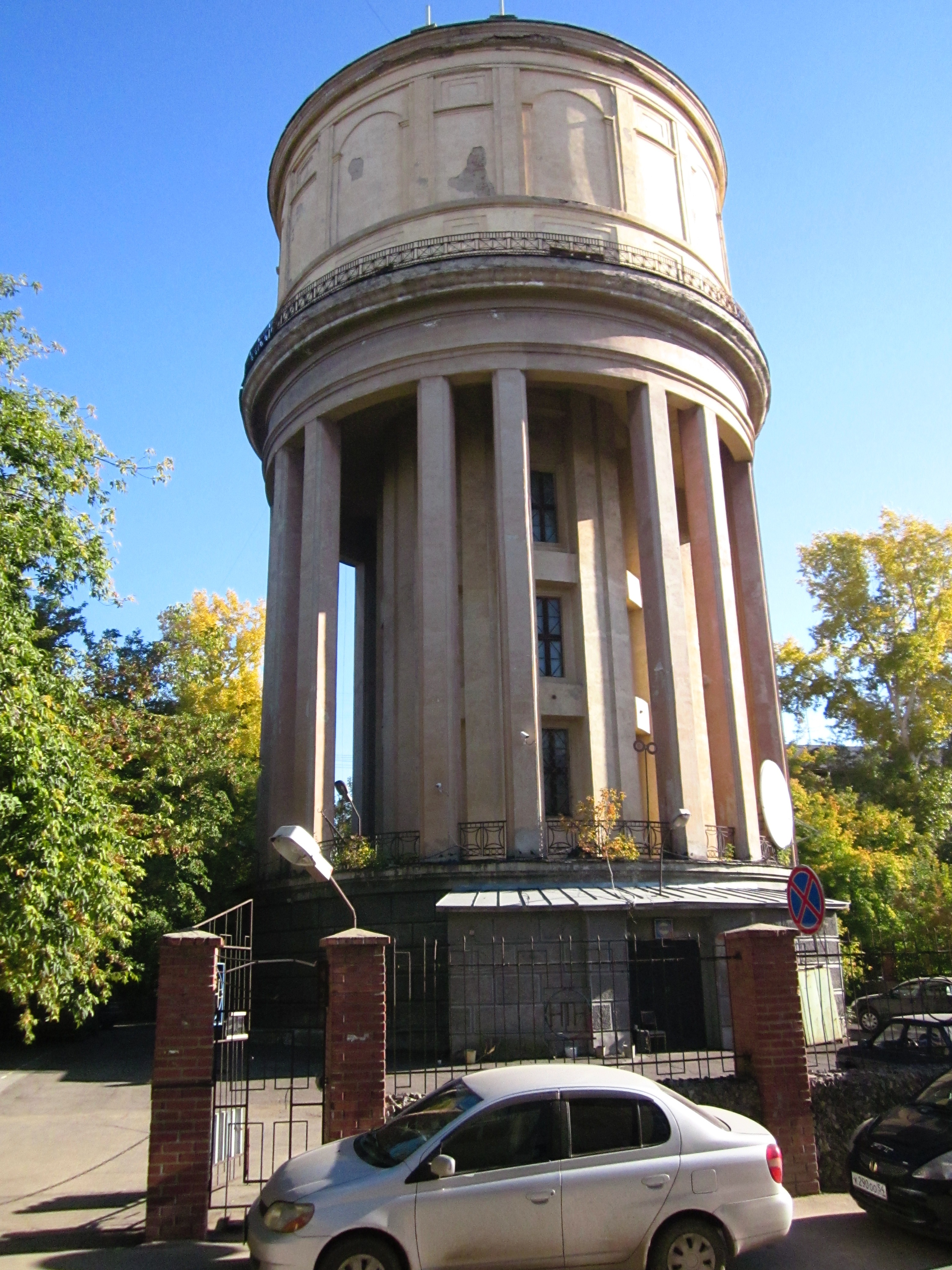
Водонапорная башня

- Водонапорная башня на площади Маркса, построенная в период 1938—1939 годов, расположенная по адресу: ул. Ватутина, 29/1. Одно из старейших сооружений левобережья[8]. Строил и эксплуатировал Крылов В. А.
- Жилой шестисекционный дом переменной этажности высотой от 3 до 11 этажей, возведённый из кирпича и терракотовой плитки в период с 2002 по 2008 годы.

## Организации, расположенные на улице Ватутина
- Новосибирская торгово-промышленная палата.

### Федеральные и государственные управления и органы власти
- Отдел Ветеринарно-санитарного контроля по Ленинскому району г. Новосибирска.

### СМИ
- Журналы: «Авто-Из рук в руки-Сибирь», «Автобизнес-Сибирь», «Стендмастер».
- Газеты: «Бизнес-регион», «Из рук в руки», «Работа сегодня».

### Организации торговли
- Гипермаркет СТЦ МЕГА, в котором расположены: IKEA, Ашан, Леруа Мерлен;
- Торговый центр «Подсолнух».

### Образовательные учреждения
- Сибирский институт международных отношений и регионоведения (СИМОиР);
- Современная гуманитарная академия;
- Профессиональное училище № 12;
- Областной дом творчества;
- Библиотека имени А. А. Блока;
- Специальная школа-интернат № 152;
- Детский сад № 144.

### Спортивные учреждения
- Стадион «Сибсельмаш» команды «Сибсельмаш»;
- Спортивно-оздоровительный центр «Акватория»;
- Спортивный клуб «Амазонки»;
- ДЮСШ «Спутник».

### Медицинские учреждения
- Стоматологическая поликлиника № 3.

## Архитектура
Отсчёт домов по улице Ватутина ведётся от домов, стоящих на пересечении с улицей Котовского.
- Участок Котовского-Блюхера:

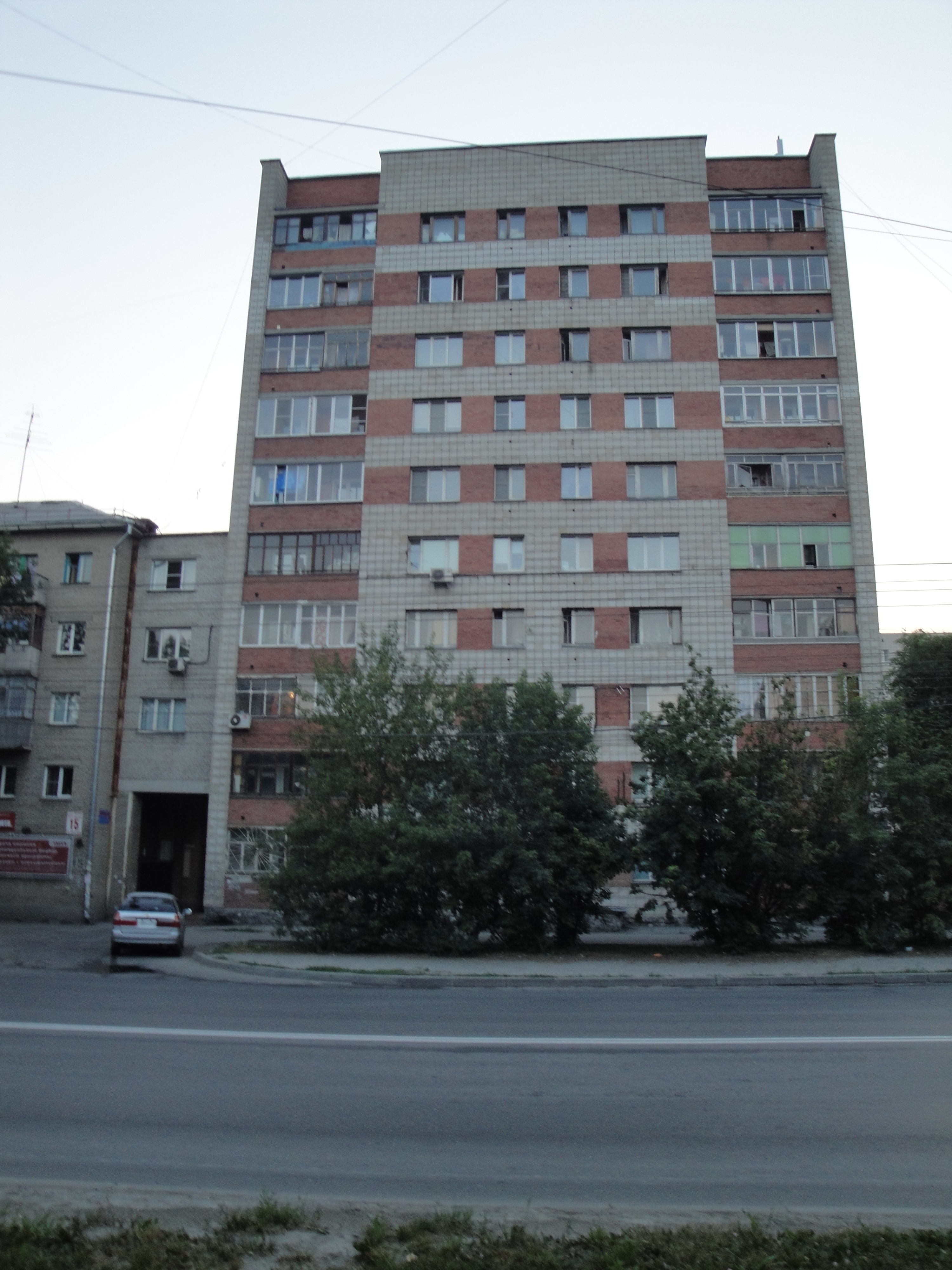
Дома времён СССР

  - В начале архитектура ул. Ватутина преимущественно представлена домами в «хрущёвском» стиле по обеим сторонам: в промежутке от улицы Котовского до улицы Пархоменко, переходящей на пересечении с ул. Ватутина в ул. Пермитина. В этом промежутке на чётной стороне располагается стадион. Присутствует 10-этажный кирпичный дом 1980-х годов постройки (на фото).
  - Затем, от ул. Пархоменко до ул. Блюхера: чётную сторону занимают кирпичные пятиэтажные «хрущёвки» и девятиэтажные дома более поздней постройки. А на нечётной стороне — вдоль улицы расположены «хрущёвки», а внутри квартала здания административного назначения, а также новые кирпичные дома — переменной этажности от 3 до 11 этажей.

- Участок Блюхера-Новогодняя:

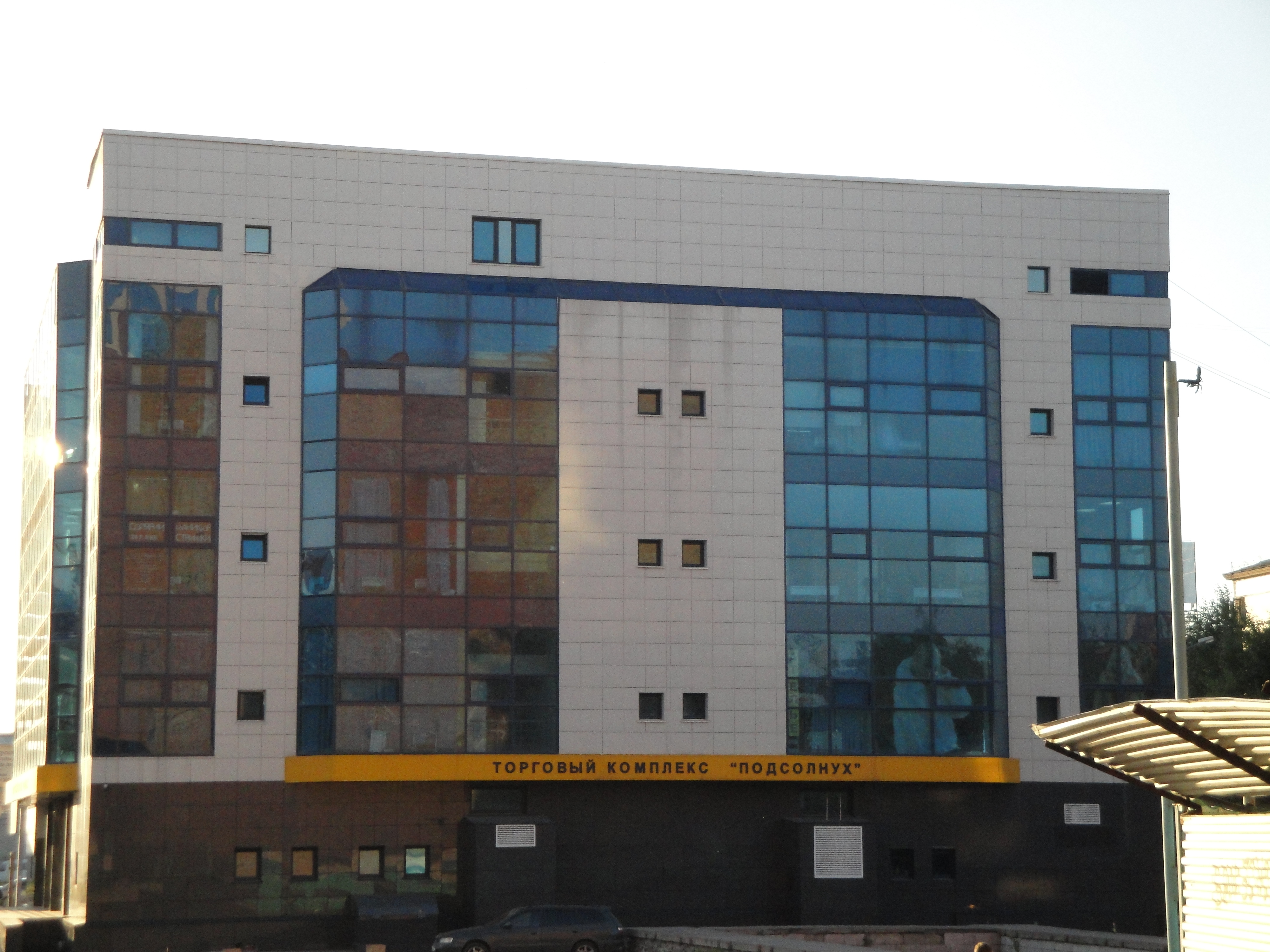
ТК «Подсолнух»

  - Чётную сторону улицы данного участка занимает — пл. Маркса: На ул. Ватутина расположен только ТК «Подсолнух» и его строящаяся вторая очередь с 17-этажной башней.
  - По нечётной стороне расположены 5-6 этажные здания жилого и административного назначения «хрущёвской» постройки. На этом участке расположена старая Водонапорная башня.
- Участок Новогодняя-Немировича-Данченко:
  - На данном участке от Новогодней ул. до Вертковской ул. расположены: 5-этажный кирпичный жилой дом-«хрущёвка», а также специальная школа-интернат. Ниже, от Вертковской ул. до ул. Немировича-Данченко располагается территория Городского Водоканала.
  - Нечётную сторону улицы занимают, в основном, кирпичные пятиэтажные «хрущёвки». Отдельными зданиями представлены новые кирпичные 9-этажные дома, а также 5-этажные дома «сталинской» постройки и административные здания.

- Участок Немировича-Данченко-Мира:

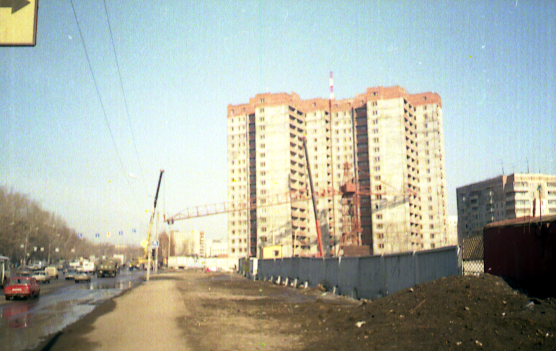
Перекрёсток с улицей Немировича-Данченко.1997

  - Начиная с ул. Немировича-Данченко по нечётной стороне улицы расположен микрорайон с панельной застройкой 96-й серии середины 1990-х высотой от 9 до 10 этажей. Встречаются монолитные 17-этажные (один из этих домов приписан к Ватутина). В конце улицы располагается «СТЦ Мега».
  - На чётной стороне, до Тульского моста расположены садовые общества и частный сектор (приписанный к другим улицам). После Тульского моста, а также в районе Бугринской Рощи, расположены административные здания, магазины.

## Транспорт

### Автобусы
- № 5, № 9, № 11, № 16, № 45к № 57, № 68, № 88 № 96, № 101, № 102, № 103, № 120, № 216, № 220 № 226, № 228.

### Маршрутное такси
- № 18, № 29, № 29а, № 317к, № 323, № 331, № 364.

### Троллейбусы
- № 29.

### Остановки
- «ДК Металлург», «Стадион Сибсельмаш», «Центр Эгида», «Метро Площадь Маркса», «ГУМ», «ул. Ватутина», «Колледж автосервиса и дорожного хозяйства», «ул. Немировича-Данченко», «Тульский мост», «Лыжная база», «Разъезд Бугринский», «СТЦ Мега».

## Известные жители
- Ирина Ивановна Алфёрова (род. 1951) — советская и российская актриса, народная артистка РФ (2007). Снималась в фильмах «Д’Артаньян и три мушкетёра» (роль Констанции Бонасье), «Ермак», «Распутин» и т. д. Жила в доме № 41[9].
- Владимир Ерофеевич Самородов (1930—2017) — Герой Социалистического Труда. В 2019 году на фасаде дома № 7, где жил известный труженик, была установлена мемориальная доска[10].